# Токманцев, Николай Яковлевич
Никола́й Я́ковлевич Токма́нцев (25 июля 1936 — 11 декабря 2013) — советский и российский партийный и политический деятель, депутат второго созыва (1997—2001) и председатель третьего созыва Совета народных депутатов Камчатской области (2001—2007), депутат Законодательного собрания Камчатского края первого созыва (2007—2011), кандидат экономических наук.
Внёс весомый вклад в процесс объединения Камчатской области и Корякского автономного округа в единый Камчатский край.

## Биография
Родился 25 июля 1936 года в селе Апука Олюторского района Камчатской области. В 1959 году, после окончания Дальрыбвтуза по специальности «инженер-механик», начал свою трудовую деятельность, устроившись начальником механического цеха на Корфский рыбокомбинат.
Впоследствии работал в партийных и государственных органах Камчатской области. Окончив заочную Высшую партийную школу при ЦК КПСС, он работал первым секретарем Ленинского районного комитета КПСС города Петропавловска-Камчатского, а с 1975 по 1990 годы — заместителем, первым заместителем председателя Камчатского облисполкома. Также, одновременно с партийной работой, в 1986—1990 годах Токманцев являлся председателем агропромышленного комитета Камчатской области.
В 1990—1999 годах работал генеральным директором объединения Камчатпищепром, а после преобразования предприятия — генеральным директором ГУП «Камчатский пищекомбинат».
В 1999 году он был избран депутатом Совета народных депутатов Камчатской области и исполнял свои полномочия на протяжении трёх созывов, до 2007 года. Все эти годы он возглавлял постоянный Комитет Совета народных депутатов Камчатской области по аграрной политике, земельным вопросам и продовольствию. В 2001 году был избран председателем Совета.
Внёс весомый вклад в процесс объединения Камчатской области и Корякского автономного округа в единый Камчатский край. В 2007 году был избран депутатом Законодательного Собрания Камчатского края. Будучи старейшим депутатом созыва, открывал первое заседание Собрания. В 2011 году, по истечении срока депутатских полномочий отошёл от активной политической деятельности.
В 2012 году стал первым обладателем звания «Почетный житель Камчатского края».
Имел учёную степень кандидата экономических наук.
Скончался 11 декабря 2013 года в Петропавловске-Камчатском на 78-м году жизни. Соболезнования родным и близким Николая Токманцева, в связи с его кончиной выразили депутаты и аппарат Законодательного Собрания Камчатского края, а также Губернатор Камчатского края Владимир Илюхин.

«Николай Яковлевич Токманцев прожил удивительную, полную событий и свершений жизнь. Его имя навсегда останется в истории Камчатского края, ведь его вклад в развитие этой территории неоценим. Камчатка всегда была родной для Николая Яковлевича, он принимал близко к сердцу все проблемы края, искренне переживал за судьбу территории, старался делать все возможное на благо полуострова. Неоценим его вклад и в объединение двух субъектов — Корякского округа и Камчатской Области. На всех жизненных этапах, этапах своего трудового пути Николай Яковлевич проявлял себя как убежденный государственник, профессионал высокого класса, как честный, порядочный и отзывчивый человек».— из текста соболезнования Губернатора Камчатского края в связи с кончиной Николая Токманцева

## Награды и звания
- 2 ордена «Знак Почёта»
- медаль «В ознаменование 100-летия со дня рождения Владимира Ильича Ленина»
- другие медали
- звание «Почётный житель Камчатского края»[6]